# Luís Campos e Cunha
Pour les articles homonymes, voir Campos.
Cet article possède un paronyme, voir Luís Campos.
Luís Manuel Moreira de Campos e Cunha (né le 6 février 1954 à Luanda) est un universitaire et homme politique portugais. Il est vice-gouverneur de la Banque du Portugal entre 1996 et 2002 et ministre des Finances en 2005.

## Biographie

### Un économiste multidiplômé
Après avoir obtenu sa licence d'économie à l'université catholique portugaise (UCP) en 1977, il y devient assistant jusqu'en 1980, puis part à l'université Columbia.
Là, il passe une maîtrise universitaire ès lettres d'économie en 1981 et un Master of Philosophy d'économie deux ans plus tard. Entre 1983 et 1985, il est chargé d'enseignement, puis obtient son doctorat d'économie.
De retour au Portugal, il est embauché par l'université nouvelle de Lisbonne comme professeur auxiliaire. Promu professeur associé en 1991, il atteint en 1995 le grade de professeur des universités.

### Passage par la Banque du Portugal
Après la victoire du Parti socialiste (PS), dont il a été membre dans sa jeunesse, aux élections législatives de 1995, il est nommé en 1996 vice-gouverneur de la Banque du Portugal, sous l'autorité de l'ancien ministre socialiste des Finances Vítor Constâncio.
À l'issue de son mandat de six ans, il retourne à l'université nouvelle pour exercer les fonctions de directeur de la faculté d'économie.

### Un très bref ministre des Finances
Le 12 mars 2005, Luís Campos e Cunha est nommé ministre d'État et ministre des Finances dans le XVIIe gouvernement constitutionnel, formé par le nouveau Premier ministre socialiste José Sócrates. En conflit avec plusieurs ministres, il remet sa démission dès le 19 juillet, au soir d'une audition en commission parlementaire particulièrement difficile, argüant de raisons « personnelles, familiales et de fatigue ». Il est remplacé par Teixeira dos Santos deux jours plus tard et retourne alors au monde universitaire.